# Neolissomma
Neolissomma là một chi bướm đêm thuộc họ Geometridae.